# Drevenack
Drevenack este o localitate ce aparține de comuna Hünxe din districtul Wesel, Renania de Nord-Westfalia, Germania. Localitatea este un loc de agrement pentru excursioniști, cicliști și motocicliști.

## Date geografice
Drevenack este un sat situat la 2 km nord de Hünxe și la 10 km vest de Wesel. El se află amplasat la altitudinea de 25-54 m deasupra n.m., se întinde pe o suprafață de 30,06 km² și avea în anul 2009, 3.355 loc.

## Personalități marcante
- Erich Bockemühl (1885–1968), organist
- August Oppenberg (1896–1971), pictor
- Johann Heinrich Christian Nonne (1785–1853), poet
- Hulda Pankok (1895–1985), jurnalistă
- Otto Pankok (1893–1966), pictor
- Hanna Bohnekamp,  Germany’s Next Topmodel